# Lygniodes hypopyrrha
Lygniodes hypopyrrha là một loài bướm đêm trong họ Erebidae.